# Hoorneboegbrug
De Hoorneboegbrug (brug 1007) is een bouwkundig kunstwerk in Amsterdam-Zuidoost.
De Hoorneboegbrug is indirect vernoemd naar Hoorneboeg, een landgoed bij Hilversum en is een verkeersbrug in de Hoogoorddreef. Deze dreef is een van de hoofdverkeersaders in Amsterdam-Zuidoost en verzorgt de verbinding tussen de Flierbosdreef en Anton de Komplein (oosteind) en de Holterbergweg en Lemelerbergdreef (westeind). Onder het viaduct steekt de overgang van het Hoekenrodepad en het Hoorneboegpad (de directe naamgever), samen een bijna 800 meter lang voet- en fietspad dat van noord naar zuid loopt. 
Het ontwerp van het viaduct was in handen van de architect Dirk Sterenberg en de Dienst der Publieke Werken die in de serie 1005-1038 vijftien soortgelijke viaducten ontwierp. Ze zijn herkenbaar aan het elektriciteitskastje in de onderdoorgang, afgeronde randplaten en betonnen blokken in het wegdek.

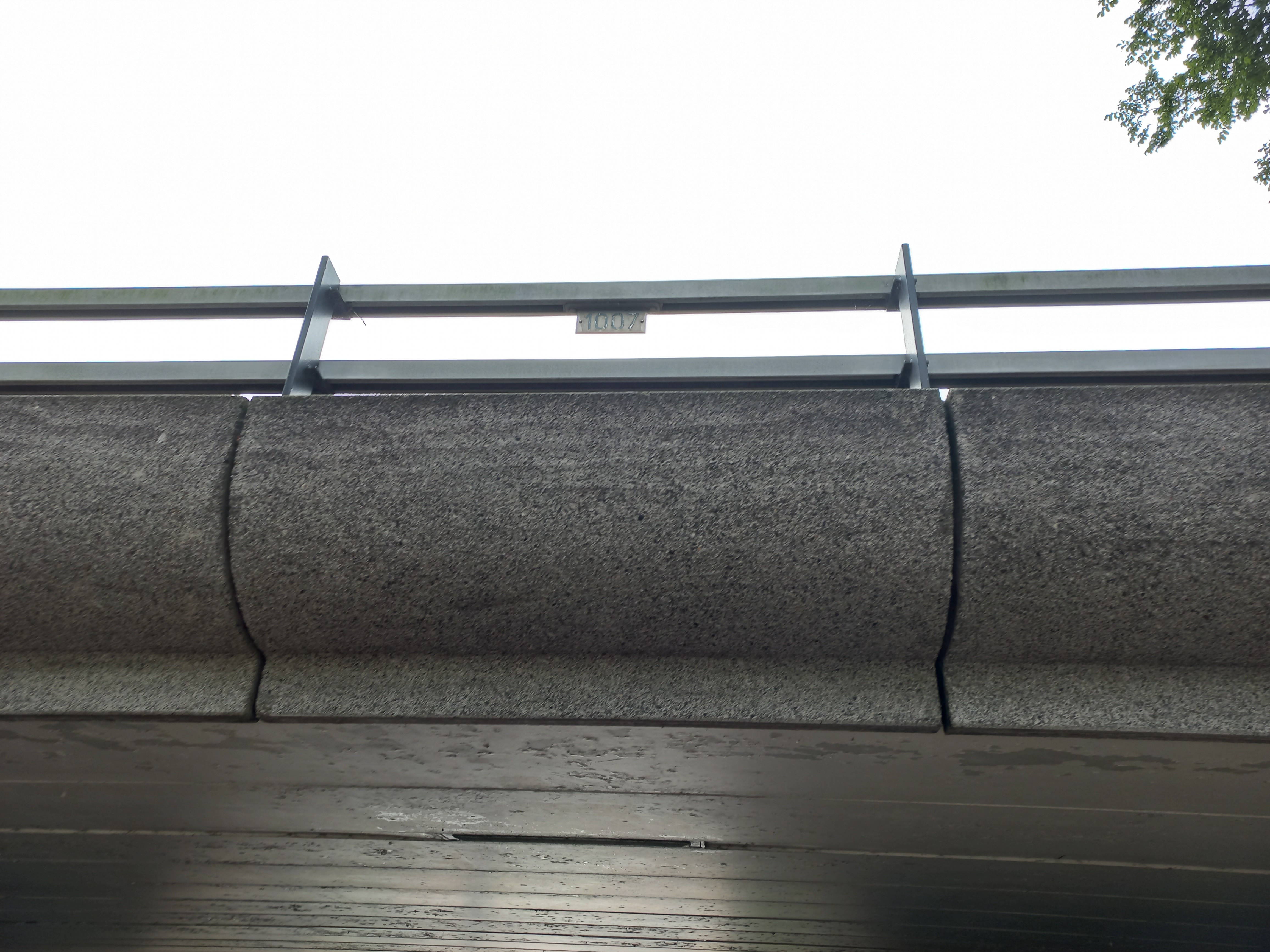
Karakteristieke randplaten voor Sterenberg en brugnummer (september 2023)

<<< · 1000 · 1001 · 1002 · 1003 · 1004 · 1005 · 1006 · 1007 · 1008 · 1009 · 1010 · 1011 · 1012 · 1013 · 1014 · 1018 · 1028 · 1029 · 1030 · 1032 · 1033 · 1034 · 1035 · 1036 · 1037 · 1038 · 1039 · 1040 · 1041 · 1044 · 1045 · 1046 · 1048 · 1049 · 1050 · 1051 · 1062 · 1063 · 1064 · 1065 · 1066 · 1067 · 1076 · 1077 · 1078 · 1083 · 1090 · 1092 · 1093 · 1094 · 1095 · 1096 · 1097 · 1098 · 1099 · >>>
Brugnummers  1015, 1016, 1017, 1019, 1020, 1021, 1022, 1023, 1024, 1025, 1026, 1027, 1031, 1042, 1043, 1047, 1052/1053 (niet gebouwd), 1054, 1055, 1056, 1057, 1058, 1059, 1060, 1061, 1068, 1069-1075, 1079, 1080, 1081, 1082, 1084-1088, 1089 en 1091 (onbekend) zijn niet meer vergeven. De meesten daarvan zijn gesloopt in verband met sanering Zuidoost. Alle bruggen lagen en liggen in Zuidoost behalve bruggen 1000 en 1002.